# Carlia peronii
Espèce
Synonymes
- Heteropus peronii Duméril & Bibron, 1839

Carlia peronii est une espèce de sauriens de la famille des Scincidae.

## Répartition
Cette espèce est endémique de la partie indonésienne du Timor.

## Étymologie
Cette espèce est nommée en l'honneur de François Péron.

## Publication originale
- Duméril & Bibron, 1839 : Erpétologie Générale ou Histoire Naturelle Complète des Reptiles. vol. 5, Roret/Fain et Thunot, Paris, p. 1-871 (texte intégral).